# الحرب الأهلية الساسانية 628–632
الحرب الأهلية الساسانية (628 –632) والمعروفة أيضا باسم الفراغ الساساني، كان صراعًا اندلع بين عائلات النبلاء من فصائل مختلفة بعد إعدام الملك الساساني كسرى الثاني، وتحديدا بين العائلة البارثية والفارسية والنمروزية، وعائلة الجنرال شهربراز. أدى التغيير للحكام وتنقلهم من منصب لآخر بشكل سريع وزيادة سلطة أصحاب الأراضي في المقاطعة إلى إضعاف الإمبراطورية. وعلى مدى أربعة عشر عامًا ضعفت الإمبراطورية الساسانية بشكل كبير بعد أن حكمها ثلاثة عشر ملكا متتاليين، وانتقلت سلطة السلطة المركزية إلى أيدي جنرالاتها مما ساهم في سقوطها.

## خلفية الأحداث
في عام 628، أطيح بكسرى الثاني (الملك الساساني) عن العرش من قبل العائلات الإقطاعية في إيران، وهي: عائلة اسباهبودان التي ينحدر منها قائد الجيش فاروخ هرمزد وابنيه رستم فرخزاد وفارخزاد. وعائلة مهران التي ينحدر منها الشاه الإيراني شهرباراز، والعائلة الأرمنية التي ينحدر منها الأمير فرازتيروتس باغراتوني الثاني، وأخيراً عائلة كانارانجيان التي ينحدر منها كنارا.
في 25 فبراير، قام شيرو (نجل كسرى الثاني) جنبا إلى جنب مع القائد الإيراني والحارس الملكي أسباد جوشناسب باحتلال مدينة طيسفون وسجن والده كسرى الثاني وأعلن نفسه شاهًا للإمبراطورية الساسانية باسم قباد الثاني. ثم شرع في إعدام جميع إخوته وإخوته غير الأشقاء، بما في ذلك الوريث مردانشاه الذي كان الابن المفضل لكسرى الثاني. قام شيرو بقتل جميع إخوته، وجميع الرجال المثقفين، الشجعان، والشرفاء، وجرد السلالة الساسانية من الحكم في المستقبل.وُصف بأنه «هائج مجنون» و «طائش». بعد ثلاثة أيام أمر شيرو أحد النبلاء واسمه مهرهرمزد بإعدام كسرى الثاني. وبعد أن قتل والده، قام شيرو بإعدام مهرهرمزد.
بسبب تصرفات شيرو، يُنظر إلى عهده على أنه نقطة تحول في التاريخ الساساني، وقد ذكر بعض المؤرخين بأنه لعب دورًا رئيسيًا في سقوط الإمبراطورية الساسانية. تسببت الإطاحة بكسرى الثاني وإعدامه في حرب أهلية فوضوية، حيث حصل أقوى أعضاء النبلاء على الحكم الذاتي الكامل وبدأوا في إنشاء حكومتهم الخاصة. كما استؤنفت الأعمال العدائية بين العائلات النبيلة الفارسية (بارسيج) والفرثية (بهلاف)، مما أدى إلى تقسيم ثروة الإمبراطورية. عقد شيرو الصلح مع الإمبراطور البيزنطي هرقل بدعم من النبلاء الإيرانيين، الأمر الذي جعل البيزنطيين يستعيدون جميع أراضيهم المفقودة، وجنودهم الأسرى، وتعويضات الحروب، إلى جانب الصليب الحقيقي والآثار الأخرى التي فُقدت في القدس في عام 614.
كما استولى شيرو على جميع أملاك فارخزاد ووضعه قيد الاعتقال في مدينة إصطخر. خلال هذه الفترة، أصبح بيروز خسرو زعيما للعائلة الفارسية (بارسيج)، بينما تولى فاروخ هرمزد زعامة العائلة الفرثية (بهلاف). توفي شيرو في وقت لاحق في 6 سبتمبر 628 بعد إصابته بالطاعون بعد بضعة أشهر فقط من توليه للحكم. وخلفه ابنه أردشير الثالث البالغ من العمر ثماني سنوات.

## المرحلة المبكرة من الحرب الأهلية
في عهد أردشير الثالث، تم تعيين ماه أدهورغوشناسب وزيرًا له، وكان يدير الإمبراطورية إلى حد كبير. وبعد مرور عام، قاد الشاه الإيراني شهربراز قوة قوامها 6000 رجل وقام بالمسير نحو طيسفون وحاصرها ومع ذلك، لم يتمكن شهربراز من الإستيلاء عليها. تحالف شهربراز مع بيروز خسرو، زعيم العائلة الفارسية والوزير السابق للإمبراطورية في عهد والد أردشير (شيرو)، كما كون تحالفًا مع نامدار غوشناسب، وهو قائد عسكري من نيمروز. قام شهربراز بمساعدة هذين الشخصين القويين (بيروز خسرو ونامدار غوشناسب) بالاستيلاء على طيسفون وقام بإعدام أردشير الثالث، إلى جانب ماه أدهورغوشناسب نفسه، وكذلك النبلاء الساسانيون الآخرون. وبعد أربعين يومًا، قُتل شهرزار على يد فاروخ هرمزد، الذي قام بتنصيب بوراندخت (ابنة كسرى الثاني) على العرش. ثم قامت بوراندخت بتعين فاروخ هرمزد وزيرًا للإمبراطورية.
خُلعت بوران من قبل شابور إي شهرفاراز، ابن ميران أخت خسرو الثاني، والمغتصب الساساني شهرباراز. وبعد ذلك بوقت قصير أطاح به بيروز وفصيله، الذين لم يعترفوا بحكمه. توج بيروز أزارميدخت، أخت بوران، ملكًا لإيران.
خُلعت بوران عن العرش من قبل سابور الخامس (ابن شقيقة كسرى الثاني ميرهان) وابن مغتصب العرش الساساني شهربراز. ولكنه عُزل بعد ذلك بقليل من قبل بيروز خسرو وعائلته، الذين لم يعترفوا بحكمه. قام بيروز خسرو بتتويج آزرمي دخت (أخت بوران وابنه كسرى الثاني) كملكة لإيران.

## المرحلة المتأخرة من الحرب الأهلية
استدعت آزرمي دخت، بناء على نصيحة النبلاء، فرخزاد من سجنه ودعاه إلى خدمة الساسانيين في المنصب الرفيع مرة أخرى. لكن فرخزاد رفض الدعوة ورفض الخدمة تحت إمرة امرأة. ثم تقاعد في معبد النار في إصطخر. طلب فرخ هرمز، من أجل تعزيز سلطته وخلق تسوية مؤقتة بين الفرثيين والفرس، من آزرمي دخت (التي كانت مرشحةً من الفرس) للزواج منه. ولكن أزارميدخت رفضت. وبعد رفض اقتراحه، لم يعد فرخ هرمز «يبتعد عن العرش بنفسه»، معلنًا: «أنا اليوم قائد الشعب وعمود إيران». لقد بدأ في سك النقود بنفس طريقة الملك، ولا سيما في إصطخر في بارس ونهاوند في ميديا. ومن أجل التعامل مع فرخ هرمز، من المفترض أن تكون آزرمي دخت متحالفة مع سليلة عائلة مهران سيافاخش، التي كانت حفيدة بهرام جوبين، وهو قائد عسكري شهير (سباهبيد) وشاه إيران لفترة وجيزة. وبمساعدة من سيافاخش، قتلت آزرمي دخت فرخ هرمز. لقد خلفه ابنه رستم فرخزاد، الذي كان في ذلك الوقت متمركزًا في خراسان، كقائد الفرثيين. ومن أجل الانتقام لوالده، غادر إلى طيسفون، حيث «هزم كل جيش التقاه من آزرمي دخت». ثم هزم قوات سيافاخش في طيسفون واستولى على المدينة.
بعد ذلك بفترة قصيرة فاجئ رستم آزرمي دخت وقتلها ثم أعاد بوران إلى العرش. ومع ذلك، في العام التالي اندلعت ثورة في طيسفون بينما كان الجيش الإيراني مشغولًا بأمور أخرى، حيث دعى الفرس ، بعد عدم رضاهم عن وصاية رستم، إلى الإطاحة ببوران وعودة شخصيتهم البارزة بهمن جاذويه، التي تم فصلها من قبلها. قُتلت بوران بعد فترة وجيزة، على الأرجح بسبب خنق بيروز خسرو. وهكذا استؤنفت الأعمال العدائية بين الفصيلين. ومع ذلك، لم يمض وقت طويل بعد أن تم تهديد كل من رستم وبيروز خسرو من قبل رجالهم الذين أصبحوا قلقين من تدهور حالة البلاد. اتفق رستم وبيروز خسرو على العمل معًا مرة أخرى، وتثبيت حفيد كسرى الثاني يزدجرد الثالث على العرش ووضع حد للحرب الأهلية.

## العواقب والتأثير

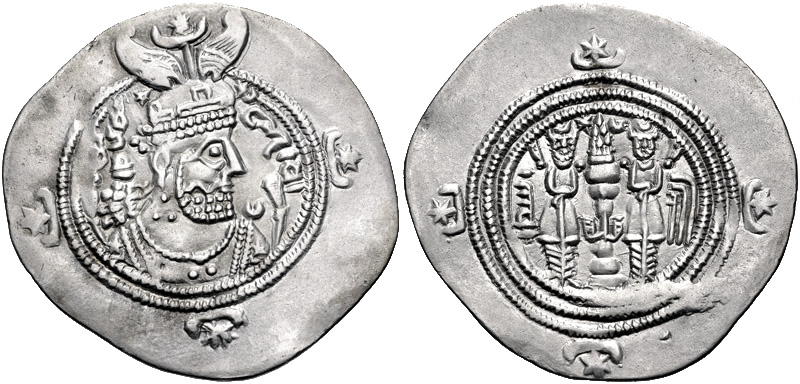
عملة يزدجرد الثالث

ضعفت الإمبراطورية الساسانية بشكل كبير عندما اعتلى يزدجرد الثالث العرش. لم يكن لدى الملك الشاب السلطة المطلوبة لتحقيق الاستقرار في إمبراطوريته الواسعة التي كانت تنهار بسرعة بسبب الصراعات الداخلية المتواصلة بين قادة الجيش وحاشيتهم وأفراد الأرستقراطيين الأقوياء، الذين كانوا يقاتلون فيما بينهم ويبيدون بعضهم البعض. كما أعلن العديد من حكام الإمبراطورية الاستقلال وتكوين ممالكهم الخاصة. لقد أكد حكام محافظات مازون واليمن بالفعل استقلالهم خلال الحرب الأهلية 628-632، مما أدى إلى تفكك الحكم الساساني في شبه الجزيرة العربية، التي كانت تتوحد تحت راية الإسلام. بدأت الإمبراطورية تبدو أكثر مثل النظام الإقطاعي البارثي قبل سقوط الإمبراطورية الأرسيدية.
لقد بدا أن يزدجرد، ومع الاعتراف به كملك شرعي من قبل فصائل الفرس والفرثيين، لا نفوذ له على إمبراطوريته. وفي الواقع، خلال السنوات الأولى من حكمه، تم سك العملات المعدنية فقط في بارس وساكاستان وخوزستان، المقابلة تقريبًا لمناطق الجنوب الغربي والجنوب الشرقي، حيث كان مقر الفرس. لقد رفض الفرثيين، الذين كان مقرهم الرئيسي في الجزء الشمالي من الإمبراطورية، سك نقوده، كما تم غزو الإمبراطورية في نفس الوقت على جميع الجبهات. من قبل الأتراك في الشرق، والخزر في الغرب، الذين داهموا أرمينيا وأدرباداجان. تم إضعاف الجيش الساساني بشكل كبير بسبب الحرب مع البيزنطيين والصراع الداخلي. كانت الظروف فوضوية للغاية، وحالة الأمة مقلقة للغاية، لدرجة أن «الفرس تحدثوا بصراحة عن السقوط الوشيك لإمبراطوريتهم، ورأوا آثارها في الكوارث الطبيعية». وصلت الإمبراطورية إلى نهايتها ضد العرب خلال الفتح الإسلامي لفارس، حيث قُتل يزدجرد عام 651، ربما بتحريض من رعاياه.